# 国分寺隕石

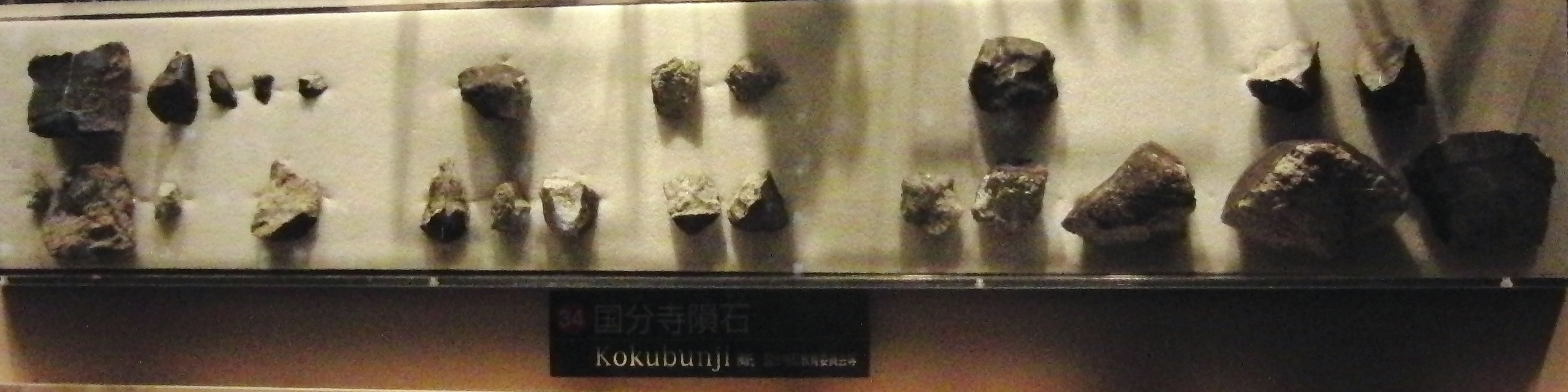
国分寺隕石。国立科学博物館の展示。

国分寺隕石（こくぶんじいんせき）は1986年7月29日に香川県国分寺町（現在の高松市）及び坂出市に落下した隕石雨。

## 概要
1986年7月29日、午後7時ごろ大音響とともに国分寺町、坂出市に100個を越える隕石破片が落下。大火球や隕石の落下の目撃例もあった。隕石は南東方向から飛来するのが目撃された。
発見された場所は12箇所。回収された隕石の総重量は11.51kgで、最大のものは坂出市の蜜柑畑で発見された10.1kgの隕石だった。L6に分類される普通コンドライトである。